# Prionospio somaliensis
Prionospio somaliensis är en ringmaskart som beskrevs av Cognetti-Varriale 1988. Prionospio somaliensis ingår i släktet Prionospio och familjen Spionidae. Inga underarter finns listade i Catalogue of Life.